# Defstar Records
DefSTAR Records Inc. (株式会社デフスターレコーズ) é uma gravadora japonesa, subdisiária da Sony Music Japan. A gravadora foi fundada em 2000 e seus principais artistas são: Chemistry, Ken Hirai, Beat Crusaders, Kanon Wakeshima, Tomoko Kawase, ON/OFF e AKB48.

## Artistas
- Shiritsu Ebisu Chūgaku
- Ken Hirai

### Antigos
- AKB48